# إبراهيم دسوقي أباظة
إبراهيم دسوقي باشا أباظة (1889 – 1953) هو سياسي مصري تولى عدة وزارات قبل ثورة يوليو 1952.

## حياته
ولد إبراهيم الدسوقي أباظة سنة 1889 بقرية غزالة بمديرية الشرقية (تقع حاليًا في مركز السنبلاوين بمحافظة الدقهلية)، ولذلك لُقب بالغزالي أباظة. ألحقه والده بمدرسة الناصرية الابتدائية فحصل على الشهادة الابتدائية عام 1903، ثم أتم الدراسة الثانوية بالمدرسة الخديوية سنة 1908، والتحق بمدرسة الحقوق ليتخرج فيها سنة 1912.

## نشاطه السياسي
وشهدت مدرسة الحقوق بداية مشاركته في النشاط السياسي ككثير من طلاب المدارس العليا في ذلك الحين، فاتصل بنادي المدارس العليا، الذي كان رئيسه آنذاك عمر لطفي ـ رائد التعاون فيما بعد ـ وكتب في صحف الحزب الوطني، وكان يوقع مقالاته باسم «الغزالي أباظة» نسبة إلى قريته التي ولد فيها، وشارك في المظاهرة الشهيرة التي قام بها طلبة مدرسة الحقوق في 9 نوفمبر 1908.

## مع الوفد ثم الأحرار الدستوريين
بعد حصول إبراهيم الدسوقي أباظة على إجازة الحقوق عمل موظفا، ومع صعود الحركة الوطنية بقيادة سعد زغلول في أواخر سنة 1918، اتجه الدسوقي أباظة مع غيره من شباب الحزب الوطني (ومن بينهم مصطفى النحاس وحافظ عفيفي) إلى المشاركة في جهود الوفد من أجل الاستقلال، واستقال أباظة من الحزب الوطني لينضم إلى الوفد، الذي ظل عضوًا فيه حتى حدث الانقسام الكبير الذي تأسس على إثره حزب الأحرار الدستوريين في أواخر عام 1922 بعد أزمة كبرى داخل الوفد بسبب المفاوضات مع الإنجليز، وقد انتخب أباظة في 10 نوفمبر 1922 سكرتيرًا مساعدًا للحزب.

## مناصبه البرلمانية
انتُخب أباظة عضوا في مجلس النواب المصري عن دائرة بردين، واختير وكيلًا لمجلس النواب المصري عام 1934م.

## مناصبه الوزارية
تولى أباظة المنصب الوزاري بصفة أصيلة عشر مرات، وبالإنابة أربع مرات، هي:
- وزارة الشؤون الاجتماعية في وزارة حسين سري الأولى (26 يونيو 1941): وهو أول مناصبه الوزارية، وكان ذلك في التعديل الذي أجراه حسين سري على وزارته التي كانت قد تشكلت في 15 نوفمبر 1940. غير أن أباظة لم يبقَ في منصبه الوزاري الأول إلا شهرًا واحدًا، إذ استقالت الوزارة في 31 يوليو 1941.
- وزارة الشؤون الاجتماعية للمرة الثانية في وزارة حسين سري الثانية (31 يوليو 1941 ـ 4 فبراير 1942)
- وزارة المواصلات خمس مرات:
  - الأولى في وزارة أحمد ماهر الأولى (9 أكتوبر 1944 ـ 15 يناير 1945)
  - الثانية في وزارة أحمد ماهر الثانية (15 يناير 1945 ـ 24 فبراير 1945)، وهي الوزارة التي انتهت باغتيال أحمد ماهر.
  - الثالثة في وزارة النقراشي باشا الأولى (24 فبراير 1945 ـ 15 فبراير 1946)
  - الرابعة في وزارة النقراشي باشا الثانية (9 ديسمبر 1946 ـ 28 ديسمبر 1948)
  - الخامسة في التعديل الذي طرأ على وزارة إبراهيم عبد الهادي الأولى التي شكلها في 28 ديسمبر 1948 (27 فبراير 1949 ـ 25 يوليو 1949)
- وزارة الأوقاف مرتين:
  - الأولى في وزارة إسماعيل صدقي الثالثة (17 فبراير 1946 ـ 9 ديسمبر 1946)
- الثانية في وزارة حسين سري الثالثة (26 يوليو 1949 ـ 3 نوفمبر 1949)
- وزارة الخارجية: تولاها بالنيابة في وزارات سابقة، وتولاها بصفة أصيلة في وزارة إبراهيم عبد الهادي الأولى (28 ديسمبر 1948 ـ 27 فبراير 1949)، ثم تم تعديل تولى فيه أحمد خشبة وزارة الخارجية وتولى أباظة وزارة المواصلات.

## كتاباته
كتب أباظة كثيرًا من المقالات السياسية الوطنية في الصحف المصرية بإمضاء «الغزالي أباظة»، وأحيانا باسم «دسوقي باشا أباظة»، وأسس حركة أدبية عُرفت باسم «جماعة أدباء العروبة».

## أسرته
ينتمي إبراهيم الدسوقي أباظة غلى العائلة الأباظية الشهيرة، وشقيقه هو الشاعر عزيز أباظة، ومن أبنائه الكاتب والصحفي ثروت أباظة والدكتور شامل أباظة عضو مجلس الشعب المصري.

## وفاته
توفي يوم الخميس 7 جمادى الأولى 1372 هـ الموافق 22 يناير 1953 م.